# ローランド・GR-300
GR-300（じーあーる）はローランド社が1980年初頭に発表したアナログ方式の床置型ポリフォニック・ギターシンセサイザー音源ユニット。

## 概要
初の実用的6音ポリフォニック・ギターシンセサイザー。シンセサイザー本体は青色にペイントされたスティール製ブルーボックスで、富士弦楽器製造（現・フジゲン）製のエレキ・ギター型コントローラーとのコンビネーションで使用する。ギターとの接続はボックス型24ピン・コネクターのオリジナル・ケーブルで行う。非常にシンプルなシステム構成のためエフェクター感覚で使用できることから、ジャンルを超えた幅広いギタリストの支持を得た。コントローラーにはストラトキャスター型のシェイプで固定ブリッジのG-202、ストラト・タイプでトレモロ・ブリッジのG-505、グレコオリジナル・シェイプのG-303、そのスルーネックタイプのG-808などがある。　アナログ故の優位点はレイテンシーの小さな高速動作が可能なことで、最新のデジタル・ギターシンセに無い操作感を堪能できる。ピッキング時の「ブシッ」というノイズはアナログならではのテイストで、デジタルシステムでの再現は難しい。当時は119,000円の希望小売価格で販売されていた。

## 構造
- システムには、チャンネル当たり2VCOが奢られており、原音と同じピッチに固定されているVCO1と（MASTER TUNE ノブによるファインチューン機能あり）、±1オクターヴのピッチ可変が可能なVCO2がある。
- VCO1は通常はオフ。DUAL と表示されたフットスイッチをオンにすることでVCO2にミックスされる。
- VCO2のピッチ（PITCH ）は2種類のプリセットが可能で、ピッチ切り替え時のスイープ・タイム設定用にRISE TIME /FALL TIME パラメーターがある。切り替えはA←PITCH→B と表示されたフットスイッチで行う。ピッチ切り替え用フットスイッチはUNLATCH /LATCH の動作モードを選択できる。
- VCOのピッチはLFOによるモジュレーションが可能。本体側にはLFO RATE コントロールのみ。モジュレーションのON/OFF、Depthコントロールはギター側で行う。
- 弦振動の音量変化はエンヴェロープ・フォロワー（EF/Enverope Follower  ）で直流電圧に変換され、VCAをコントロールする。この段のVCAにはパラメーターが存在せず、至ってシンプルな構造といえる。
- 6弦ポリフォニック信号は一旦ミックスされて、モノチャンネルのVCFに送られる。VCFのパラメーターはFrequency とResonance で、ギターからリモートコントロールを行う。Frequency は更にシンセ本体に接続したフットヴォリュームや6弦分の出力を統合したEFでもコントロールを行うことができる。フットヴォリュームではペダル・ワウのような、EFではオートワウのような奏法が行える。EF部分のパラメーターにはアタック（ATTACK ）とセンシティヴィティー（SENS ）及び極性反転スイッチ（ENV INV ）がある。
- ギター本体には、6ch分のダイオードクリッパー型ファズ回路が内蔵されている。ファズ回路はDIST信号としてミックスされ、ノーマルなギター信号（通常のエレキギターの音）とは別途に送られる。
- ギターからコントロール可能なパラメーターは、Volume 、Synthe/Guitar Balance 、VCF Frequency 、VCF Resonance 、LFO Depth 、LFO switch （ラッチとアンラッチ）、Guitar Signal Selector  （Synthe /Both /Distortion ） 及び、ギター本体のみに作用するTone。
- 終段に音量を決定する2ch（シンセ/ギター）のVCAがあり、これはギターのボリュームノブからコントロールを行う。
- VCFがシングルチャンネルで、VCOの相互変調は行えず、エンベロープ・ジェネレーター（EG /Envelope Generator ）ユニットがないなど、シンセサイザーとしては徹底してシンプルな構成となっている。

## 弱点
シンプルな構造故に音色の選択肢は殆ど存在しない。よって飽きられやすく、エフェクター感覚で使える簡便さが仇となった側面もある。専用のギター・コントローラーが必要なことも、普及を阻害した一因だろう。また、一部ロットでは電源部に「短絡事故」を誘発するデバイスが使用されていたため、経年変化によるトラブルが発生していたようだ。

## GR-300ファミリー
VCFを6ch仕様に強化し、コーラスエフェクトを追加した、フィルターユニット　GR-100（イエローボックス）、GRシリーズを切り替える24ピンケーブル対応のスイッチボックス　US-2（ブラックボックス）などがある。GR-100ではRolandオリジナルのOTAオペアンプをフィルター部に使用していたが、音が薄いのが難点でセールス的にも余り振るわなかったようだ。（HexaDividedPUはコイルの巻数が少なくアンダーパワーだったので、このPUのサウンド・キャラクターも音色に影響しているはずだ）一方、US-2の内部構造はMC14XXXシリーズのアナログスイッチで構成されている単なるスイッチャー。電源は、GR-300/100側から24ピンケーブルによって供給される。US-2の出荷台数は更に少ないようで、eBayではGR-300よりも高価な値段で取引されるコレクターズ・アイテムとなっている。24ピンケーブルの長さは1m/5m/10m/の3種類があったようだが、これも当然ディスコンなので、現在では入手困難である。

## GR-300を愛用したミュージシャン
- パット・メセニー - 「Offramp」で聞くことが出来る。
- エイドリアン・ブリュー
- ロバート・フリップ
- ジェフ・バクスター
- ニール・ショーン - 「Untold Passion」で聞くことが出来る。
- アンディー・サマーズ
- ジミー・ペイジ  - 「「Death Wish 2」オリジナルサウンドトラックで聞くことが出来る。

## レストア時の注意点
- 先の項目で挙げた、電源部の短絡事故に対応するために、タンタルコンデンサの実装の有無を確認する。タンタルコンデンサは逆電圧に弱く、短絡する方向に破壊が起こる可能性があるため、電源ラインへの使用は大変危険である。この部品が発見された場合には、事故防止のため通常の電解コンデンサに交換する必要がある。電源部分は、2層ある基板の上層部左側にある大型のコンデンサ周辺に展開している。問題の部品はディップ型で、±電源ライン上に2個使用されている。
- 回路には1N60というゲルマニウムタイプのダイオードが多用されておりこの製品の国産品はディスコンとなっているが、中国製の同等品が入手可能である。ヘッドアンプ周りに使用されているゲルマニウムダイオードの破損によってピックアップの感度が著しく低下する。
- 熱によってギター本体、及びブルーボックス内部に使用されているプラスティック・フィルム製の信号線の腐食が進行し、断線している場合がある。レストアは、基板の端子を交換してオリジナルのケーブルをリボンケーブルに交換することで対応できる。
- その他ディスコンの部品は、浜松ホトニクス製のフォトカプラ、2SA733/2SC945等の汎用トランジスタがある。フォトカプラはVTL社製のものが唯一入手可能なのでレストアの際には同等品をセレクトする必要がある。
- 使用されているオペアンプはRC4558、RC4559、TL082という汎用性の高いものが殆どである。RC4558はヘッドアンプ周辺やLFOなどのコントロール電圧系に、RC4559は音声出力段に、TL082はVCO周辺に使用されている。
- ケーブルのピン接続は以下の通り。現行GRシリーズの13ピンタイプとの互換を示す。

### ローランドGR/DIN13pin
- ピン01~06 Signal
- ピン07 Guitar Signal
- ピン08 Synthe Vol
- ピン09 NC
- ピン10 S1 logic signal down
- ピン11 S2 logic signal up
- ピン12 +7V
- ピン13 -7V
- アウターシールド GND

### ローランドGR-300/24pin
- ピン01 +15V
- ピン02 -15V
- ピン03 GND
- ピン04 NC
- ピン05 NC
- ピン06 GND
- ピン07 NC
- ピン08 MasterVolume
- ピン09 Synthe Volume 0~12V CV
- ピン10 Guitar Volume CV
- ピン11 Filter CutOff CV
- ピン12 Filter Res CV
- ピン13 NC
- ピン14 Vibrato CV
- ピン15 Distortion SW
- ピン16 Synthe SW
- ピン17 Hex Fuzz Sound
- ピン18 Guitar Signal
- ピン19~24 Signal